# Pero Zlatar
Pero Zlatar (Skoplje, 26. listopada 1934. – Beograd, 23. srpnja 2020.) bio je hrvatski novinar i publicist.

## Životopis
Od 1954. bio je novinar i urednik u izdanjima kuće Vjesnik. Od 1967. glavni urednik zabavnoga tjednika Plavi vjesnik, pa glavni urednik televizijskoga magazina Studio (1971. – 1973.), koji je doveo do vrhunca naklade. Potom je bio urednik u Vjesniku u srijedu (1973. – 1975.) te u Sportskim novostima do odlaska u Beograd 1981.
Pisao je dojmljive reportaže i intervjue s raznim političarima, glazbenicima, sportašima, općenito slavnim i utjecajnim osobama. Neke od njih završile su kao zapažene publicističke knjige, poput "Golovi Dražena Jerkovića" iz 1963. godine, "Note i reket Ivice Šerfezija" iz 1965. i "Šest milijuna ploča Ive Robića", također iz 1965. godine.
Kao reporter i izvjestitelj, proputovao je sve kontinente i boravio u oko 180 zemalja. Bio je prvi novinar bivše Jugoslavije poslije 1948. u Albaniji, prvi u Francovoj Španjolskoj, Salazarovom Portugalu, Tajvanu, državama apartheida Južnoj Africi i Rodeziji, Južnoj Koreji, Čileu.
Napisao je tri knjige tiskane u visokoj nakladi o Albaniji: dvije o Enveru Hoxhi: "Gospodar Zemlje orlova" i "Enver Hoxha – politička biografija", te jednu politički putopisnu: "Glasnik iz Tirane”, koje su u to vrijeme bile vrijedni izvor informacija o politički zatvorenoj Albaniji.
Godine 1981. seli u Beograd, odakle se od 1992. godine javljao kao dopisnik Globusa, Nacionala i Jutarnjeg lista.
Pero Zlatar ima četvoro djece: Bojanu, Stipu, Jerka i Janu. Od 1981. godine živio je u Beogradu, gdje je kao pisac i publicist djelovao sve do smrti.
Mladen Pavković objavio je knjigu "Razgovori s Perom Zlatarom - Milijunaš bez milijuna".
Pero Zlatar glumio je TV-novinara u filmu "Bravo maestro" iz 1978. godine.

## Vanjske poveznice
- Pero Zlatar na Discogsu
- Pero Zlatar u internetskoj bazi filmova IMDb-u (engl.)